# Горностаева, Вера Васильевна
Ве́ра Васи́льевна Горноста́ева (1 октября 1929, Москва — 19 января 2015, там же) — советская и российская пианистка, педагог, музыкально-общественный деятель, публицист. Профессор и заведующая кафедрой специального фортепиано Московской государственной консерватории имени П. И. Чайковского. Президент Московского Союза музыкантов. Народная артистка РСФСР (1988).

## Биография
Родилась в семье пианистки и инженера.
С 1937 обучалась в Центральной музыкальной школе.
В 1952 окончила Московскую государственную консерваторию имени П. И. Чайковского, а в 1955 — аспирантуру по классу фортепиано у Г. Г. Нейгауза, после которой сразу начала преподавательскую и концертную деятельность. В 1955—1959 преподавала в Институте имени Гнесиных, где начинала как ассистент А. Л. Иохелеса; с 1959 — в Московской государственной консерватории (с 1968 профессор).
Работала также в Японии, во Франции и других странах. По рекомендации Мстислава Ростроповича с 1990 года Горностаева почти 20 лет преподавала в фортепианной школе «Ямаха — Мастер-класс» в Японии. Была членом жюри престижных музыкальных конкурсов в Кливленде, Лидсе, Больцано, Варшаве, Хамамацу, Афинах и других городах мира.
Скончалась на 86-м году жизни 19 января 2015 года. Похоронена после кремации на Даниловском кладбище в Москве.

## Творчество
По мнению советских музыковедов Я. М. Платека и Л. Г. Григорьева, «Горностаева раскрывает свои исполнительские возможности едва ли не на все сто процентов — примета и сильных характеров, и (главное!) умов незаурядных».
Горностаева является создателем единственного, специально посвящённого фортепиано просветительского проекта на советском телевидении — «Открытый рояль». Ею создан Московский союз музыкантов. Вера Васильевна проявила себя не только в музыкально-педагогическом, но и в литературном творчестве. Её перу принадлежат книга «Два часа после концерта», рецензии и эссе о великих музыкантах-современниках на фоне эпохи.

## Педагогическая деятельность
«Универсальный дух великого учителя, неподражаемого Генриха Нейгауза, по праву был унаследован и развит ею, будь то концертная деятельность или обширная педагогика, телебеседы у рояля или газетная публицистика. И во всём этом — глубинное, историческое видение культуры в разветвлении её великих идей, связей и духовных смыслов, нескончаемый диалог с творцами музыки всех времён. На свете мало музыкантов, в которых сочетались бы блистательный, энциклопедически образованный ум и настоящий дар художественно-артистического внушения.»
Музыкальной педагогике посвятила более 60 лет жизни. Среди учеников: Этери Анджапаридзе, Павел Егоров, Сергей Бабаян, Дина Иоффе, Валерий Сигалевич, Марат Губайдуллин, Вадим Агеев, Семён Кручин, Александр Палей, Александр Слободяник, Михаил Ермолаев, Ирина Чуковская, Вадим Холоденко, Карен Корниенко, Андрей Гугнин, Иво Погорелич, Елена Татулян, Алексей Ботвинов, Андрей Ярошинский, Ксения Родионова, Ольга Козлова.

## Память

На концерте в БЗК к 90-летию со дня рождения Веры Горностаевой

1 октября 2019 года к 90-летию Горностаевой в Большом зале Московской государственной консерватории им. П. И. Чайковского состоялся юбилейный концерт с участием её учеников и коллег — народной артистки России Хиблы Герзмавы, лауреатов международных конкурсов Лукаса Генюшаса (внука Горностаевой), Андрея Гугнина, Полины Осетинской, Дарьи Петровой, Максима Филиппова, Вадима Холоденко.

## Семья
- Отец — Василий Васильевич Горностаев (1899—1982).
- Мать — пианистка Елена Львовна Горностаева[6] (урождённая Егине Левоновна Асланянц, 1899—1967[7]).
- Первый муж — Вадим Георгиевич Сабинин-Кнорре (1929—2014) — физик, поэт.

Дочь — Ксения Кнорре (род. 1953), пианистка.
Внуки — Лика Кремер (актриса и телеведущая), Лукас Генюшас (пианист).
- Второй муж — Юрий Яковлевич Либхабер (1936—2019), художник-монументалист[1][8].

## Признание заслуг
- заслуженная артистка РСФСР (11.10.1966).
- народная артистка РСФСР (22.01.1988).
- орден Почёта (04.06.2008).
- премия журнала «Огонёк» за лучшие статьи года (1985).